# Krivosúd-Bodovka
Krivosúd-Bodovka je naseljeno mjesto u okrugu Trenčín u  Trenčínskom kraju u Slovačkoj.

## Stanovništvo
| Godina:     | 1994. | 2004.   | 2014.   | 2024.   |
| ----------- | ----- | ------- | ------- | ------- |
| Broj ljudi: | 315   | 303     | 330     | 346     |
| Razlika:    |       | −3,80 % | +8,91 % | +4,84 % |

| Godina:     | 2023. | 2024.   |
| ----------- | ----- | ------- |
| Broj ljudi: | 355   | 346     |
| Razlika:    |       | −2,53 % |

Prema podacima o broju stanovnika iz 2024. godine naselje je imalo 346 stanovnika.

## Vanjske poveznice
|  | Zajednički poslužitelj ima još gradiva o temi Krivosúd-Bodovka |

- Službena stranica naselja (sl.)